# Rampenwinkel

Rampenwinkel

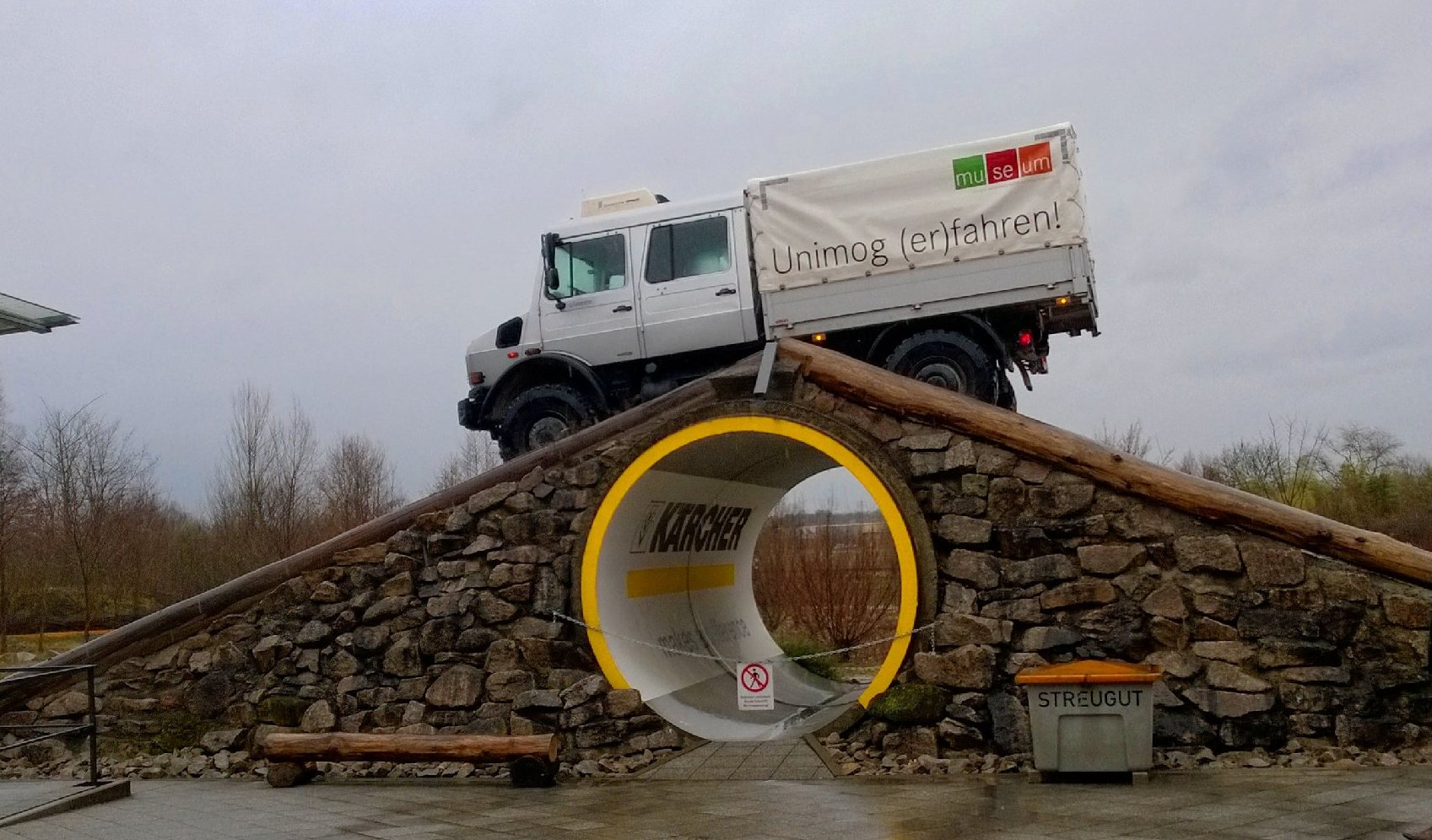
Rampe im Unimog-Museum in Kuppenheim, befahren von einem Unimog

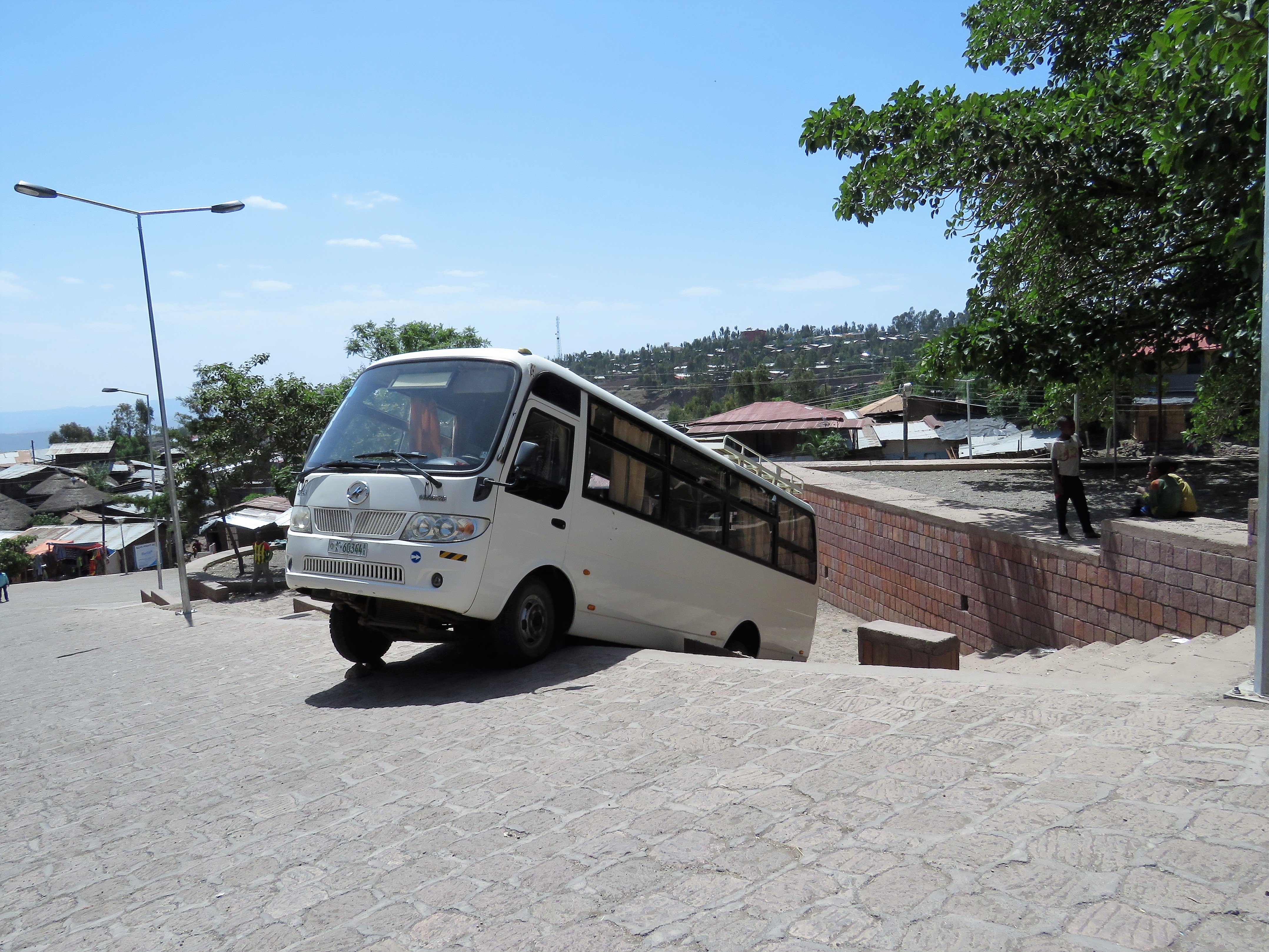
Der gewählte Rampenwinkel überfordert das Fahrzeug, Äthiopien

Als Rampenwinkel eines mehrachsigen Fahrzeugs bezeichnet man die maximale Neigung (Winkel) einer schiefen Ebene („Rampe“), deren Kante am Übergang zur oberhalb befindlichen Ebene von einem Fahrzeug mit niedriger Geschwindigkeit noch überfahren kann, ohne auf der Rampenkante aufzusetzen. Hierbei wird on einer nicht abgerundeten Kante ausgegangen.
In der Richtlinie 92/53/EWG ist der Rampenwinkel wie folgt definiert:

„Der Rampenwinkel ist der kleinste spitze Winkel zwischen zwei rechtwinklig zur mittleren Längsebene des Fahrzeugs liegenden Ebenen, die bei statischer Belastung tangential an die Reifen der Vorderräder bzw. die Reifen der Hinterräder angelegt sind und deren Schnittpunkt den starren unteren Teil des Fahrzeugs ausserhalb der Räder berührt.“

Der Rampenwinkel ist umso größer, je geringer der Radstand und desto höher die Bodenfreiheit ist.
Da der Radstand an einem Fahrzeug in der Regel nicht verändert werden kann, kommen zur Erhöhung des Rampenwinkels die Höherlegung der Karosserie oder die Montage von Reifen mit größerem Durchmesser in Betracht. Wie bei fast allen solchen und ähnlichen Maßnahmen zur Erhöhung der Geländegängigkeit verändern diese jedoch die Fahrdynamik des Fahrzeugs. So lassen beide genannten Varianten den Fahrzeugschwerpunkt nach oben wandern und ändern die Fahrwerksgeometrie, wodurch sich etwa das Bremsverhalten und vor allem die Eigenschaften bei Kurvenfahrt erheblich verändern können. 

## Berechnung
Der maximale Rampenwinkel r in Grad kann mit
{\displaystyle r=\arctan \left({\frac {2z}{w}}\right)\cdot {2}}
approximiert werden, wobei z die Bodenfreiheit und w den Radstand darstellt.

## Weitere Maße
- Böschungswinkel
- Steigfähigkeit